# Albert Steinberger
Pour les articles homonymes, voir Steinberger (homonymie).
Le colonel Albert Barnes Steinberger, né le 25 décembre 1840 et mort le 1er mai 1894 dans le Massachusetts,, est un Américain devenu le premier Premier ministre des Samoa en 1875, dans un contexte de rivalités coloniales autour de l'archipel.

## Biographie
Né d'un père médecin, il est le sixième de neuf enfants, et grandit en Pennsylvanie. À l'âge de 18 ans, il s'installe dans le Colorado, où il se lance brièvement en politique et écrit des pièces de théâtre. Au début des années 1860 il revient sur la côte est, et vit à New York. Il se marie en 1867, mais son épouse décède quatre ans plus tard, après une longue maladie.
Au début des années 1870, les Américains ont des intérêts commerciaux dans l'archipel des Samoa, alors composé de chefferies autochtones distinctes et parfois rivales. Les intérêts commerciaux britanniques et allemands y sont également présents. Un gouvernement national samoan existe, constitué de deux rois conjoints, et d'une assemblée bicamérale représentant les différents districts du pays. Malietoa Laupepa et Tupua Pulepule, issus des plus grandes lignées de l'aristocratie traditionnelle, sont les deux rois. En 1873, le Président américain Ulysses S. Grant envoie Steinberger comme émissaire aux Samoa, pour le représenter auprès des chefs, et pour dresser un rapport sur la situation dans les îles. Steinberger apparaît comme un choix surprenant ; c'est une figure « obscure », aux origines incertaines. Il se présente comme un « colonel », mais rien n'atteste qu'il soit réellement titulaire d'un tel grade, bien qu'il ait travaillé un temps dans la trésorerie de l'Armée de terre des États-Unis. Il passe trois mois aux Samoa, puis se rend à Hambourg négocier avec les Allemands pour la mise en place d'un gouvernement samoan sensible aux intérêts commerciaux américains et allemands. De retour aux Samoa en 1874 sur un navire de la US Navy, il parvient à convier un grand rassemblement de 8 000 chefs, où a lieu un échange formel de cadeaux entre Samoans et Américains. Steinberger suggère aux chefs l'idée d'un protectorat américain sur l'archipel, indiquant que cela permettrait de préserver l'autonomie samoane face à toute puissance étrangère. Il n'obtient toutefois pas l'accord du gouvernement américain pour cette proposition,.
Steinberger devient « énormément influent et populaire » auprès des autorités samoanes. Dès 1873, fait rédiger au gouvernement une nouvelle constitution, censée promouvoir une stabilité favorable aux intérêts des investisseurs étrangers. Au lieu d'une monarchie conjointe, les plus grands chefs alterneraient désormais sur le trône, Malietoa Laupepa exerçant seul jusqu'à sa mort les fonctions de roi. Le parlement est réorganisé, comprenant désormais une « chambre des nobles » (choisis par les différents districts du pays, et formellement nommés membres par le roi) et une « chambre des représentants » (élus). Chaque district est doté d'un gouverneur, responsable devant le roi. Le 4 juillet 1875, il obtient d'être nommé par le roi au tout nouveau poste de Premier ministre, à l'âge de tout juste trente-quatre ans,. Dans l'ensemble, les Samoans autochtones sont très satisfaits de ces mesures, et du gouvernement que mène Steinberger ; il apparaît comme le garant de leur indépendance politique,.
Très vite, Steinberger exerce un « pouvoir quasi-absolu » sur l'archipel. Il mécontente la minorité de colons en insistant que les lois adoptées par le parlement autochtone s'appliquent à tous les résidents du pays, le parlement ayant restreint la vente d'alcool. Les consuls américain et britannique aux Samoa, S.S. Foster et S.F. Williams, le soupçonnent d'être devenu essentiellement un agent au service des Allemands. Ayant obtenu l'assurance que le gouvernement américain ne soutient pas Steinberger, les consuls du Royaume-Uni et des États-Unis obtiennent du roi Laupepa, le 8 février 1876, qu'il limoge son Premier ministre et ordonne sa déportation. Il est déporté aux Fidji, territoire britannique, et ne revoit jamais les Samoa,,.
Son limogeage a des répercussions importantes. Pour avoir agi ainsi de leur propre initiative, les consuls du Royaume-Uni et des États-Unis sont eux-mêmes limogés par leurs gouvernements respectifs. Le Parlement samoan, furieux que le roi ait ainsi cédé à une pression étrangère, destitue Laupepa, sans nommer de nouveau monarque dans l'immédiat ; il n'y a pas non plus de nouveau Premier ministre pour remplacer Steinberger. Laupepa organise alors un gouvernement rival. Durant les deux décennies qui suivent, le pays est marqué par l'instabilité, d'autant que les Britanniques, les Américains et les Allemands soutiennent parfois des factions différentes. Ces tensions aboutissent, à terme, au traité tripartite de 1899. Les Samoa sont alors scindées entre une colonie allemande et une colonie américaine (tandis que Washington et Berlin cèdent des îles aux Britanniques dans d'autres parties du Pacifique).
L'historien samoan Malama Meleisea estime que Steinberger a permis de consolider un gouvernement samoan dans une période difficile (même s'il s'agit finalement d'un échec), mais que ses accords secrets avec des compagnies et planteurs allemands en font un premier ministre jamais pleinement dévoué aux intérêts des Samoans.